# حوزه انتخابیه هفتم ویسکانسین
حوزه انتخابیه هفتم ویسکانسین یک حوزه انتخابیه مجلس نمایندگان آمریکا است که در ایالت ویسکانسین قرار دارد.